# Eruption (musikgrupp)
Eruption var en brittisk musikgrupp verksam på 1970-talet. Den bildades av Frank Farian. Gruppens Jamaica-födda sångare hette Precious Wilson. Hon sjöng vid ett senare tillfälle ihop med bandet Boney M. Eruption hade sina största hits med låtarna "One Way Ticket (To The Blues)" och "I Can't Stand the Rain".

## Medlemmar
- Greg Perrineau – gitarr (1969–1985)
- Morgan Perrineau – basgitarr (1969–1985)
- Gerry Williams – keyboard (1969–1985)
- Eric Kingsley – trummor (1969–1983)
- Lindel Leslie (Leslie Johnson) – sång (1969–76; död 2015)
- Precious Wilson – sång (1974–1979)
- Kim Davis – sång (1980)
- Jane Jochen – sång (1980–1985)
- Andi Weekes Barbados – trummor (1983–1985)

## Diskografi (urval)
Studioalbum
- Eruption (1977)
- Leave a Light (1978)
- Fight Fight Fight (1980)
- Our Way (1983)

Samlingsalbum
- The Best of Eruption (1981)
- Gold 20 Superhits (1994)
- I Can't Stand The Rain (1995)

Singlar/EPs
- "Let Me Take You Back In Time" / "Funky Lover" (1976)
- "I Can't Stand The Rain" / "Be Yourself" (1977)
- "Party Party" / "Way Ward Love" (1978)
- "Leave A Light" / "Give Me A Little Piece Of Your Sweet Side" (1978)
- "One Way Ticket" / "Left Me In The Rain" (1979)
- "Go Johnnie Go (Keep On Walking, John B.)" / "Call My Name" (1980)
- "Runaway" / "Good Good Feeling" (1980)
- "You (You Are My Soul)" / "Fight Fight Fight" (1981)
- "Up And Away" / "Sweet Side" (1982)
- "In A Thousand Years" / "We Don't Need Nobody" (1983)
- "I Can't Help Myself" / "It's The Same Old Song" (1983)
- "Joy To The World" / "Time" (1983)
- "Where Do I Begin (Remix)" / "Where Do I Begin (Instrumental)" (1984)
- I Can't Stand The Rain '88 (EP) (1988)
- One Way Ticket (Remix '94) (EP) (1994)